# Dypsis malcomberi
Dypsis malcomberi är en enhjärtbladig växtart som beskrevs av Henk Jaap Beentje. Dypsis malcomberi ingår i släktet Dypsis och familjen Arecaceae. IUCN kategoriserar arten globalt som starkt hotad. Inga underarter finns listade i Catalogue of Life.